# Булава (спорт)

Піктограма булави

Булава́ — спортивне знаряддя у художній гімнастиці. Дозволяються тільки виступи з двома булавами. У групових вправах у кожної гімнастки може бути тільки одна пара булав.
- Булави виготовляються з пластику або каучуку (раніше гімнастки користувалися дерев'яними). Останнім часом дозволено використовувати булави з оксамитовими ручками (щоб вони не вислизали з рук).
- Довжина булави 40-50 см.
- Булави можуть бути однотонними або розфарбованими в довільні кольори. Сучасні гімнастки часто декорують булави спеціальним кольоровим скотчем для краси (найчастіше розфарбовують під колір купальника).

У вправах з булавами, згідно з правилами Міжнародної федерації гімнастики, переважають рівноваги. Основні спортивні елементи, які виконують булавами — кола (великі і малі), млини, жонглювання, вертяки і кидки.

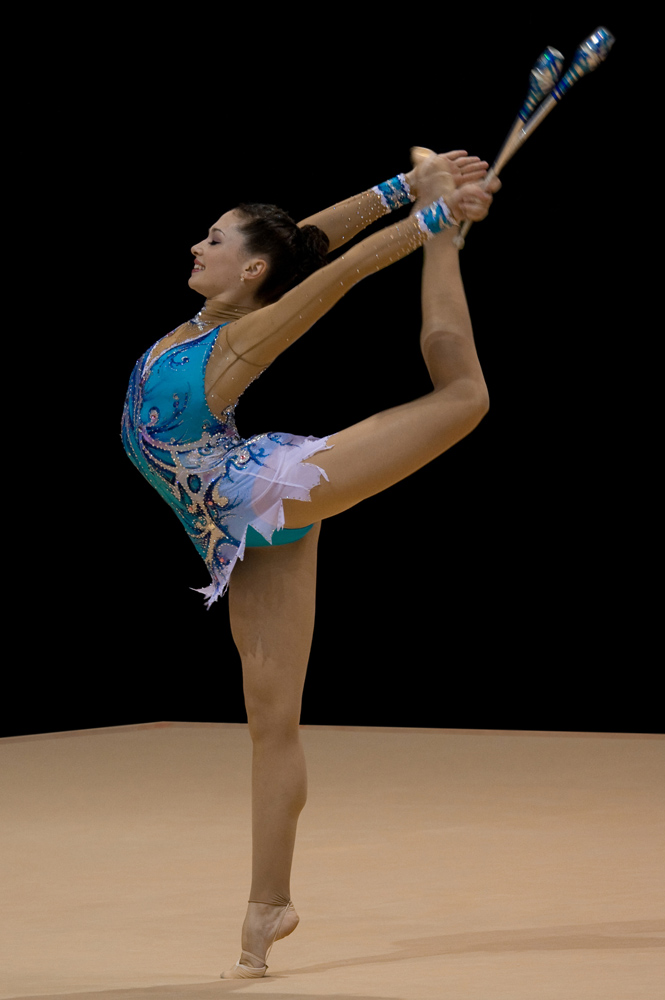
Ірина Різенсон з булавами, 2008
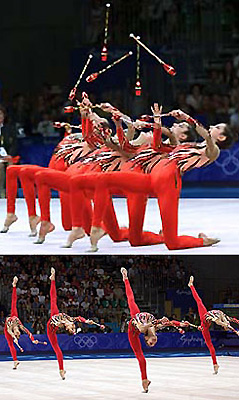
Група гімнасток з булавами, 2000
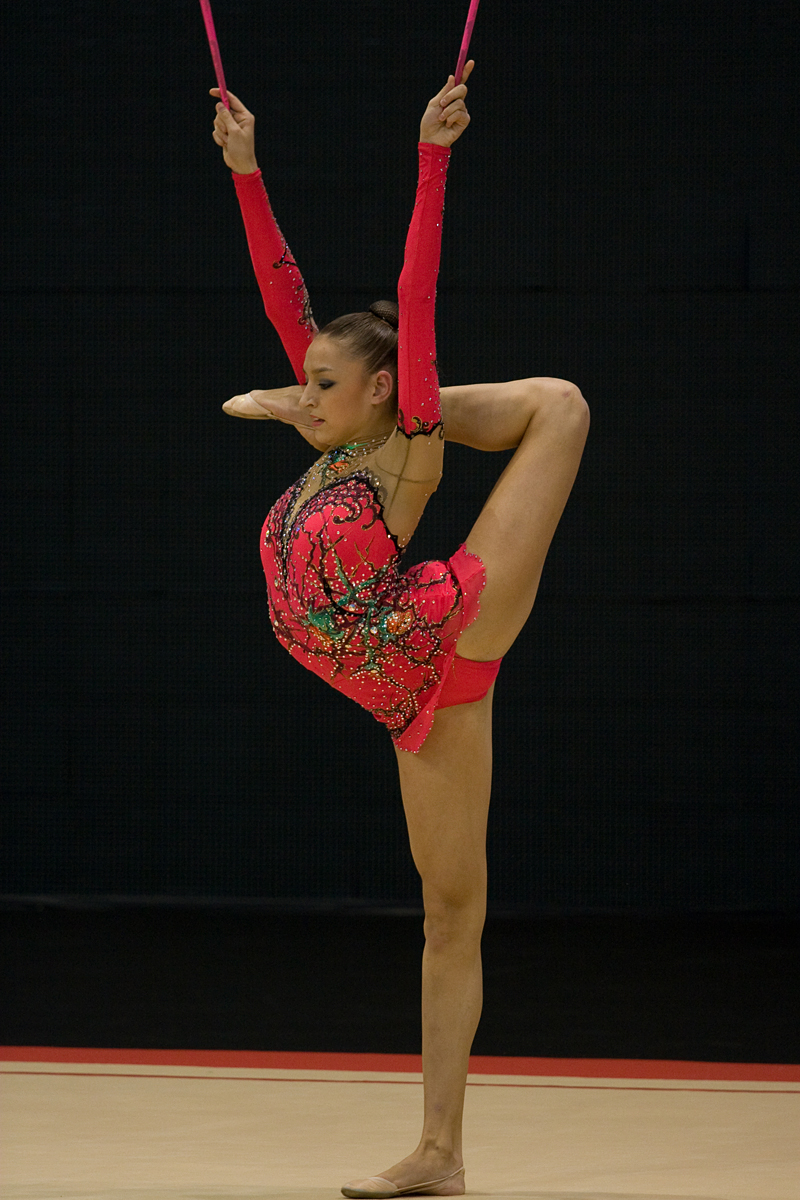
Євгенія Канаєва з булавами, 2008
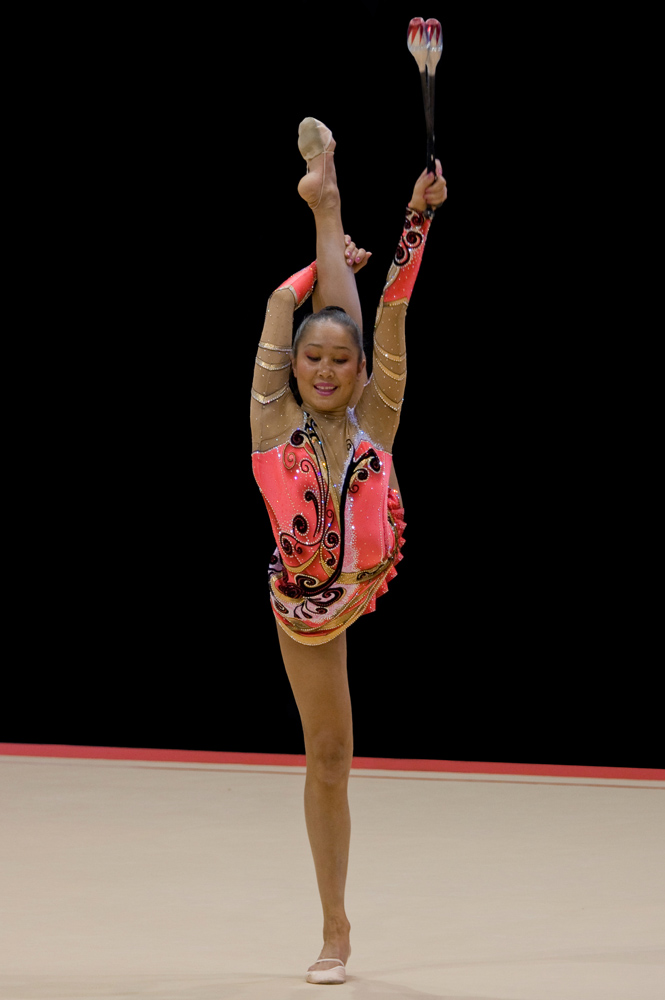
Алія Гараєва з булавами, 2008